# Chema Andrés
José María Andrés Baixauli – bekend als Chema Andrés – (Valencia, 25 april 2005) is een Spaans voetballer die bij voorkeur als centrale middenvelder speelt. Hij staat onder contract bij Real Madrid.

## Clubcarrière
Chema Andrés speelde in de jeugdacademie van Real Madrid en debuteerde in 2024 voor Real Madrid Castilla. Op 6 januari 2025 speelde hij zijn eerste wedstrijd in het eerste elftal in de bekerwedstrijd tegen CD Minera. Hij viel na 63 minuten in voor Brahim Díaz.